# Jordan Gross
Jordan Gross, född 9 maj 1995, är en amerikansk professionell ishockeyback som är kontrakterad till Arizona Coyotes i National Hockey League (NHL) och spelar för Tucson Roadrunners i American Hockey League (AHL). Han har tidigare spelat för Notre Dame Fighting Irish i National Collegiate Athletic Association (NCAA) och Green Bay Gamblers i United States Hockey League (USHL).
Gross blev aldrig NHL-draftad.

## Statistik
| 2010–2011   | Maple Grove Crimson       |             | 25  | 6  | 18 | 24  | 8  | 3 | 2 | 4 | 6 | 4 |
| 2011–2012   | Maple Grove Crimson       |             | 25  | 15 | 24 | 39  | 27 | 3 | 2 | 5 | 7 | 2 |
|             | Team Northwest            |             | 19  | 6  | 10 | 16  | 22 | 3 | 0 | 0 | 0 | 4 |
|             | Green Bay Gamblers        | USHL        | 6   | 2  | 0  | 2   | 0  | — | — | — | — | — |
| 2012–2013   | Green Bay Gamblers        | USHL        | 64  | 7  | 24 | 31  | 12 | 4 | 0 | 1 | 1 | 2 |
| 2013–2014   | Green Bay Gamblers        | USHL        | 50  | 2  | 23 | 25  | 31 | 4 | 0 | 2 | 2 | 6 |
| 2014–2015   | Notre Dame Fighting Irish | NCAA        | 42  | 7  | 21 | 28  | 14 | — | — | — | — | — |
| 2015–2016   | Notre Dame Fighting Irish | NCAA        | 37  | 9  | 22 | 31  | 30 | — | — | — | — | — |
| 2016–2017   | Notre Dame Fighting Irish | NCAA        | 40  | 10 | 22 | 32  | 12 | — | — | — | — | — |
| 2017–2018   | Notre Dame Fighting Irish | NCAA        | 40  | 10 | 20 | 30  | 26 | — | — | — | — | — |
|             | Tucson Roadrunners        | AHL         | 1   | 0  | 2  | 2   | 0  | — | — | — | — | — |
| 2018–2019   | Tucson Roadrunners        | AHL         | 61  | 5  | 20 | 25  | 28 | — | — | — | — | — |
| 2019–2020   | Arizona Coyotes           | NHL         | 1   | 0  | 1  | 1   | 0  | — | — | — | — | — |
|             | Tucson Roadrunners        | AHL         | 26  | 4  | 11 | 15  | 4  | — | — | — | — | — |
| NHL totalt  | NHL totalt                | NHL totalt  | 1   | 0  | 1  | 1   | 0  | — | — | — | — | — |
| AHL totalt  | AHL totalt                | AHL totalt  | 88  | 9  | 33 | 42  | 32 | — | — | — | — | — |
| NCAA totalt | NCAA totalt               | NCAA totalt | 159 | 36 | 85 | 121 | 82 | — | — | — | — | — |
| USHL totalt | USHL totalt               | USHL totalt | 120 | 11 | 47 | 58  | 43 | 8 | 0 | 3 | 3 | 8 |